# مملكة إيميريتي

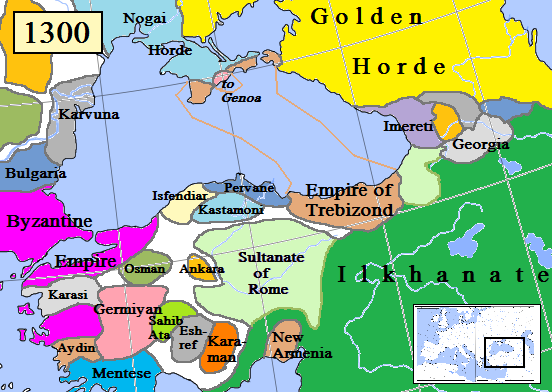
الممالك والإمارات في آسيا الغربية/أوروبا الشرقية في 1300.

مملكة إميريتي (بالجورجية: იმერეთის სამეფო) هي مملكة أُنشأت في في 1455 من قبل أحد أعضاء سلالة باغراتي عندما انقسمت جورجيا إلى ممالك متخاصمة. قبل ذلك الوقت كانت إيميريتي مملكة منفصلة في حدود المملكة الجورجية، حيث كان أحد أبناء سلالة باغاراتي المالكة الملك في 1260، ديفيد السادس. هذا كان بسبب الغزو المغولي في القرن الثالث عشر الذي أضعف جورجيا. بعد 1455، أصبحت المملكة مكاناً للصراع بين القوات الجورجية، الروسية، الفراسية والتركية حتى تم ضمها إلى رسيا في 1810. خلال ذلك الوقت، أعلنت كل من أبخازيا، مينغريليا وغوريا استقلالها التام عن إيميريتي.